# LKAB Berg & Betong
LKAB Berg & Betong AB är ett svenskt företag som agerar dotterbolag till gruvjätten LKAB. Företaget sköter LKAB:s gruvverksamheter som att bergförstärka och ortdrivning i underjordsgruvorna samt brytning- och anrikning av järnmalm i koncernens dagbrottgruvor. Berg & Betong förädlar också mineraler som används vid tillverkning av pellets. De producerar också årligen omkring 280 000 m³ betong och är världens största producent av sprutbetong.
LKAB Berg & Betong AB grundades 1960 som KGS AB, det byttes till det nuvarande namnet i början av 2012.